# 多明尼加共和國聖多明哥聖殿
多明尼加共和國聖多明哥聖殿是耶穌基督後期聖徒教會的第 99 座運營聖殿。這是教會加勒比地區建造的第一座聖殿。

## 歷史
聖多明哥是多明尼加共和國的首都。它成立於 1496 年，是美洲現存最古老的歐洲人定居點。 1978 年，多明尼加共和國向教會傳教士開放。到 1986 年，成員已增長到一萬一千，到 1998 年，教會成員達到六萬。在多明尼加共和國建造聖殿之前，教會成員前往秘魯、瓜地馬拉或美國佛羅里達州參加聖殿。
這座聖殿於 1993 年 12 月 4 日宣布。 1996 年 8 月 18 日，十二使徒定額組的李察‧司考德（Richard G. Scott）主持了奠基儀式，標誌著建設的開始。建設完成後，於2000年8月26日至9月9日舉行了公眾開放日，吸引了近四萬人參加。 2000 年 9 月 17 日，來自多明尼加共和國的一萬多名教會成員及其來自海地、波多黎各和其他島嶼的鄰居見證了聖殿的奉獻儀式，由時任教會會長戈登·興格萊（Gordon B. Hinckley）主持。
多明尼加共和國聖多明哥聖殿位于城市的西部。它建在一座高地之上，当城市的其他地方被洪水淹没时，它一直保持干燥。 该网站装饰着树木，俯瞰加勒比海。总面积为67,000平方英尺（6,200平方）   、四个教儀室和四个印證室。 

## 聖殿區
這座聖殿為加勒比地區大部分地區的教會成員提供服務。 截至 2020 年 4 月，聖殿區由 27 個支聯會和 14 個傳導部區，總部位於多明尼加共和國、波多黎各、千里達及托巴哥、巴貝多、古巴、阿魯巴、聖文森及格瑞那丁以及瓜地洛普。 海地、巴哈馬和牙買加的教會支聯會被分配到太子港  佛羅里達  或巴拿馬  的聖殿，儘管擁有聖殿推薦書的教會成員可以參加世界上任何一座聖殿。